# Mamil

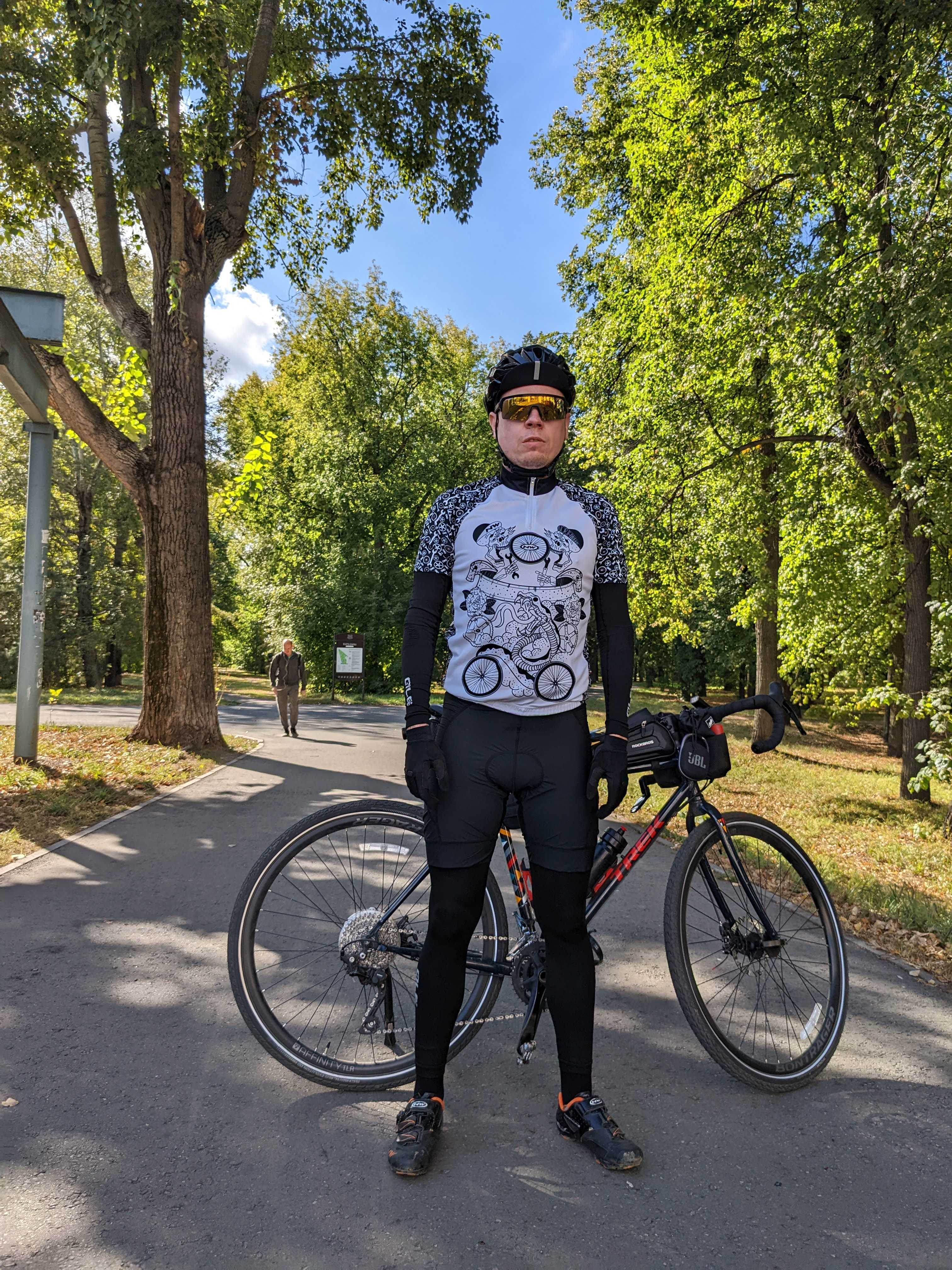
スパンデックスのウェアを着た中年男性

Mamil(またはMAMIL) とは、イギリスが発祥だとされ、英語で「スパンデックスのウェアを着た中年男性」を意味する「middle-aged man in lycra」の頭文字をとった言葉である。ピタピタのジャージやサイクルパンツを着てロードバイクに乗っている男性のことをいう。
ロードバイクは決してお金のかからない趣味ではないが、中年の危機を迎える男性にとっては、高級スポーツカーを買うよりははるかに堅実で健康的だとされている。
サイクリングという文化を掘り下げた芸術作品やドキュメンタリーにもこの言葉が使われている。ニュージーランドの作家グレッグ・クーパーは、俳優のマーク・ハドロウのために『MAMIL』というタイトルの一人芝居の作品を書いている。ニコラス・バードが監督した長編ドキュメンタリーにも同じタイトルの作品がある。

## イギリス
この言葉は、イギリスのマーケティング会社Mintelの造語だとされている。ツール・ド・フランス2012と2012年のロンドンオリンピックでブラッドリー・ウィギンスが活躍したことで、イギリスでは以前にもましてよく知られる言葉となった。2012年には世界自転車選手権でもイギリスが優勝したことで、国内でサイクリングへの関心が高くなっていた。

## オーストラリア
オーストラリアでも、ツアー・ダウンアンダーとツール・ド・フランス2011でのカデル・エヴァンスの活躍により、サイクリング人気が高まった。元首相のトニー・アボットもMamilと呼ばれたことがある。

## スロバキア
スロバキアでは、ペーター・サガンがツール・ド・フランスと世界選手権で優勝したことで、カラフルなスパンデックスのウェアを着てロードバイクに乗ることが流行した。